# أقدس المواقع في الإسلام السنية

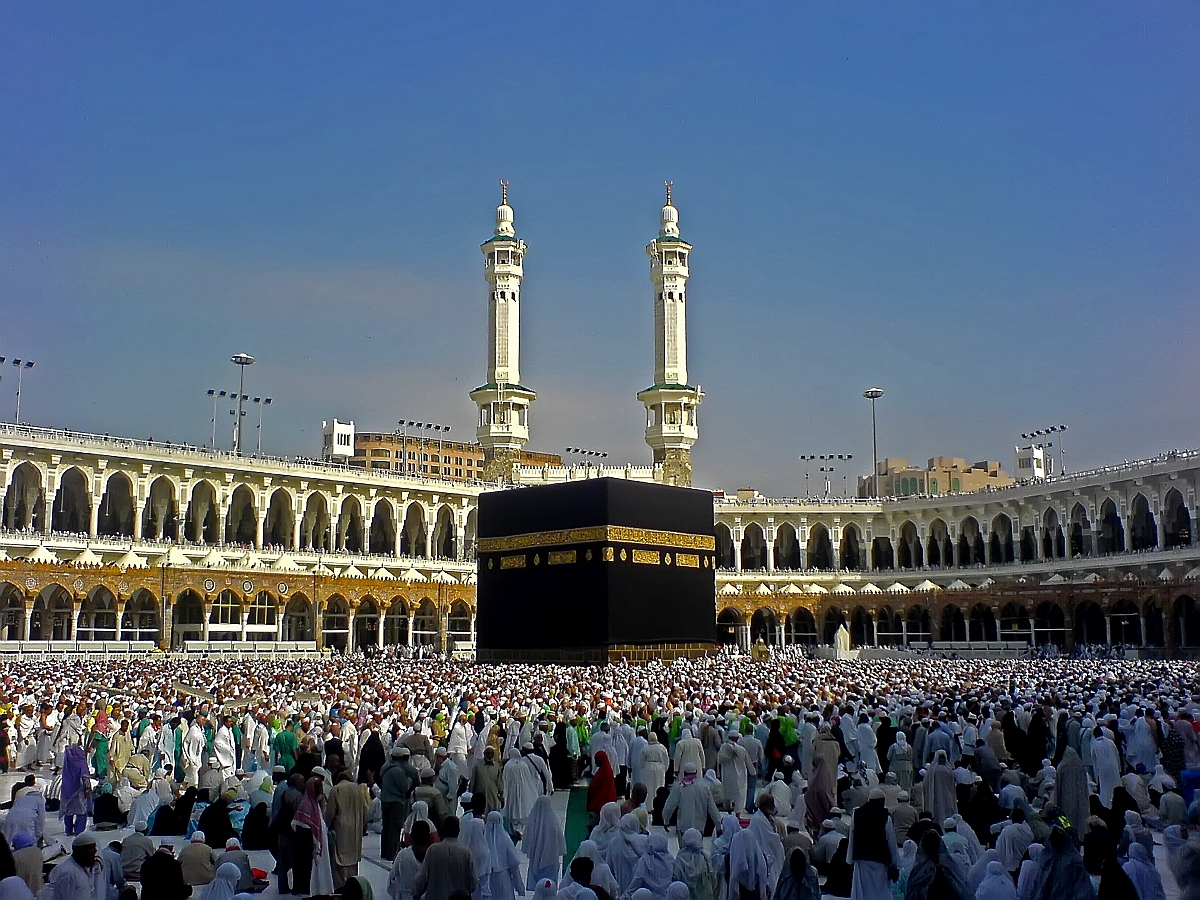
الكعبة والمسجد الحرام، مكة المكرمة ، المملكة العربية السعودية.

يتفق المسلمون السنة والمسلمون الشيعة على أن المواقع الثلاثة الأكثر قدسية في الإسلام و هي على التوالي المسجد الحرام (بما في ذلك الكعبة ) في مكة المكرمة ، والمسجد النبوي في المدينة المنورة ، والمسجد الأقصى في القدس .
كذلك يعتبر المسجد الاموي في دمشق والمسجد الابراهيمي في الخليل رابع اقدس المواقع الدينية في الإسلام 
علاوة على ذلك، يعتبر المسلمون السنة أيضًا المواقع المرتبطة بأهل البيت ، الخلفاء الراشدين الأربعة وأفراد أسرهم، مقدسة.

## الكعبة

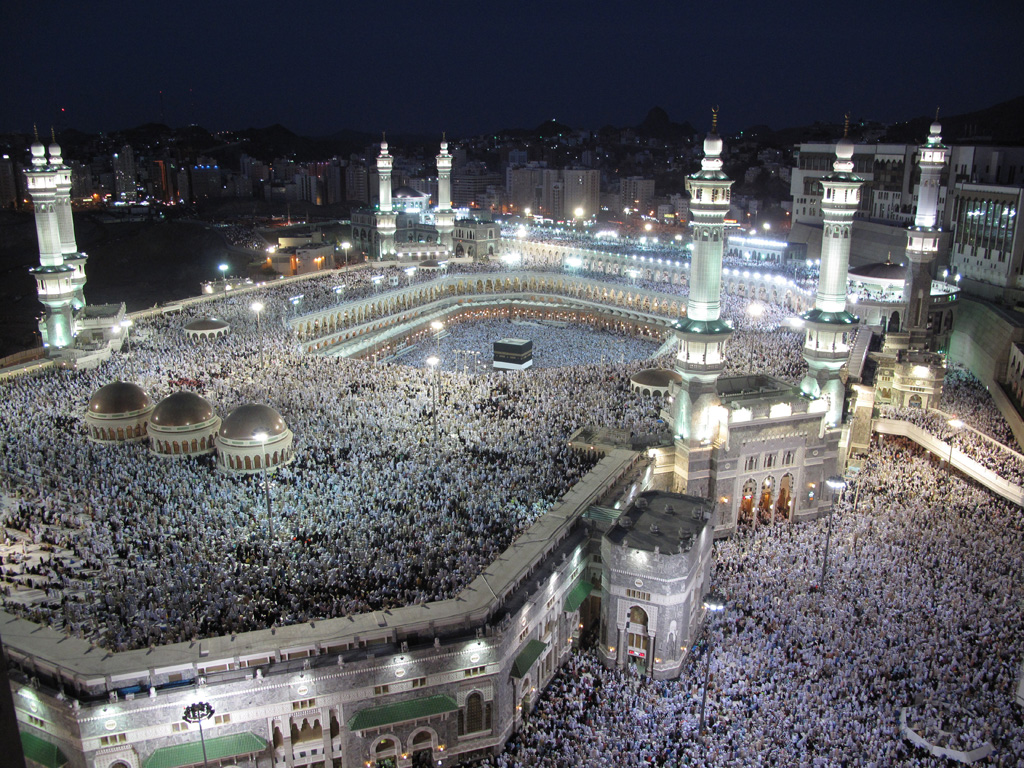
توافدت جموع المصلين على المسجد الحرام وسطحه وجميع المناطق المحيطة به أثناء صلاة العشاء

الكعبة هي أقدس موقع في الإسلام . وهي محاطة بالمسجد الحرام . خلال موسم الحج، لا يستطيع المسجد أن يستوعب أعداد الحجاج، فيصلون في الشوارع المحيطة به. ويتجمع أكثر من مليوني مصلٍ للصلاة خلال صلاة عيد الفطر .
بحسب تعاليم الإسلام، فإن الله استخدم كلمة مسجد عند الإشارة إلى المواقع التي أنشأها إبراهيم وذريته كبيوت للعبادة لله قبل قرون من نزول القرآن . قبل أن تقع مكة والقدس تحت السيطرة الإسلامية بين عامي 630 م و638 م، كان موقع الكعبة ، الذي أنشأه إبراهيم وإسماعيل (وفقًا للاعتقاد الإسلامي). 
﴿ وَإِذْ بَوَّأْنَا لِإِبْرَاهِيمَ مَكَانَ الْبَيْتِ أَن لَّا تُشْرِكْ بِي شَيْئًا وَطَهِّرْ بَيْتِيَ لِلطَّائِفِينَ وَالْقَائِمِينَ وَالرُّكَّعِ السُّجُودِ﴾— القران، سورة 22 (الحج), اية 26
وَإِذْ يَرْفَعُ إِبْرَٰهِـۧمُ ٱلْقَوَاعِدَ مِنَ ٱلْبَيْتِ وَإِسْمَـٰعِيلُ رَبَّنَا تَقَبَّلْ مِنَّآ ۖ إِنَّكَ أَنتَ ٱلسَّمِيعُ ٱلْعَلِيمُ— القران، سورة 2 (البقرة), ايه 127

## المسجد النبوي الشريف

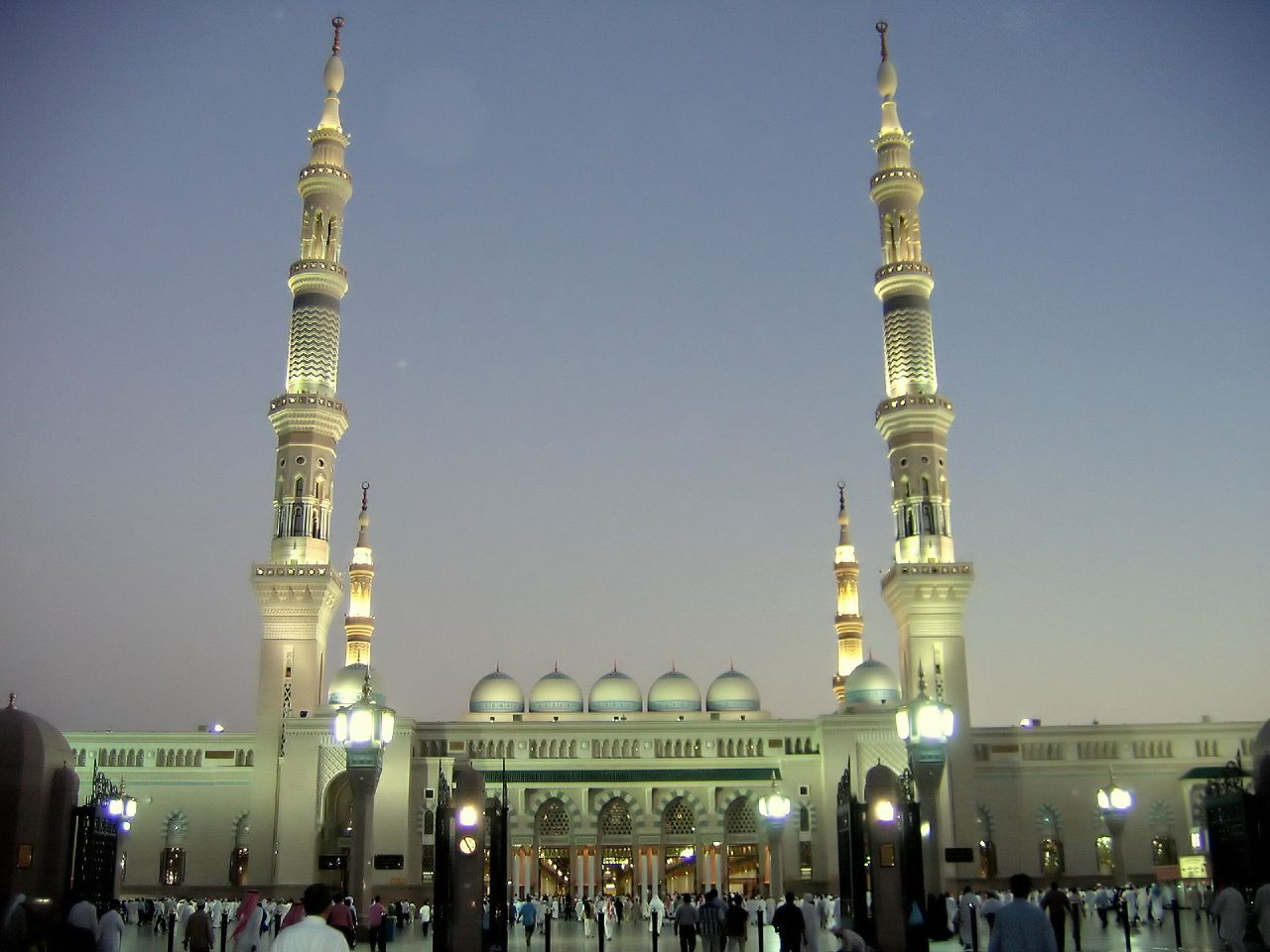
المسجد النبوي بالمدينة المنورة بالمملكة العربية السعودية.

المسجد النبوي (العربية: المسجد النبوي،‎ar‏</link> ) أو المسجد النبوي، الذي يقع في المدينة المنورة ، هو ثاني أقدس موقع في الإسلام.
كان المسجد في الأصل بيتًا لمحمد؛ حيث استقر فيه بعد هجرته إلى المدينة المنورة ، ثم بنى مسجدًا في الموقع فيما بعد. لقد شارك بنفسه في أعمال البناء الثقيلة. كان المسجد الأصلي عبارة عن مبنى مفتوح في الهواء الطلق. وكان المسجد بمثابة مركز مجتمعي، ومحكمة، ومدرسة دينية. كان هناك منبر مرتفع للأشخاص الذين يقومون بتدريس القرآن الكريم. وقد تم اعتماد المخطط الأساسي للمبنى في بناء مساجد أخرى في جميع أنحاء العالم.
وقد قام الحكام الإسلاميون اللاحقون بتوسيع وتزيين المسجد بشكل كبير. أهم ما يميز الموقع هو القبة الخضراء التي تعلو وسط المسجد، حيث يقع قبر الرسول محمد. تم بناؤه في عام 1817م وتم طلائه باللون الأخضر في عام 1839م، ويعرف باسم قبة النبي .  دفن القادة المسلمين الأوائل أبو بكر وعمر إلى جانب محمد.
وتضم المدينة المنورة أيضًا مسجد قباء ومسجد القبلتين ذوي الأهمية التاريخية.

## المسجد الأقصى

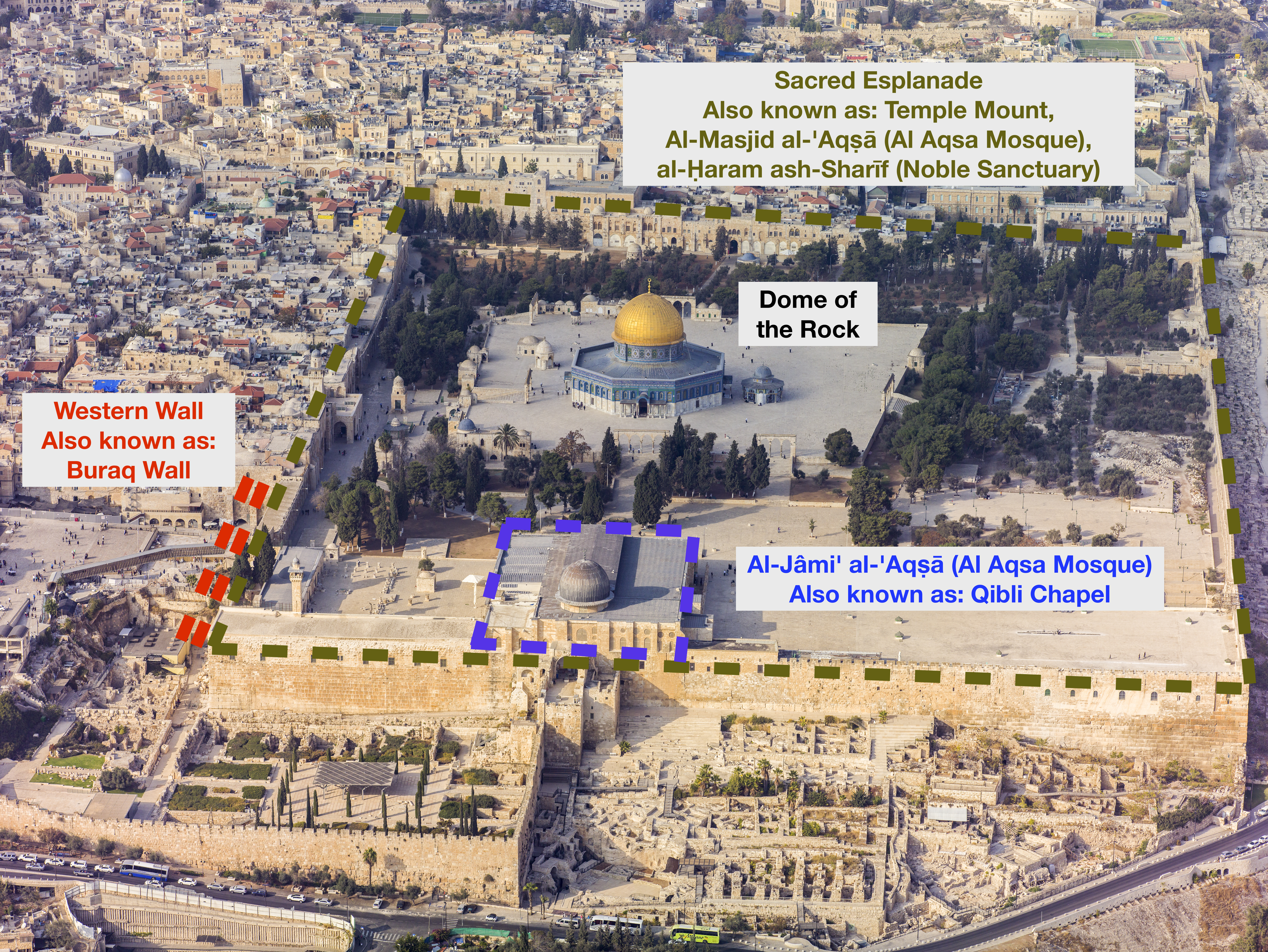
المسجد الأقصى، القدس ، والمعروف أيضًا باسم الحرم الشريف أو جبل الهيكل

المسجد الأقصى ، المعروف أيضًا باسم "مجمع الأقصى"، هو موقع مقدس في الإسلام الشيعي والسني ويقع في البلدة القديمة في القدس، ويعتبره اليهود على نطاق واسع جبل الهيكل ، موقع الهيكل المقدس . ويضم المسجد القبلي وقبة الصخرة . وهو ثالث أقدس المواقع في الإسلام. وقد ورد مصطلح المسجد الأقصى في القرآن الكريم:
سُبْحَانَ الَّذِي أَسْرَىٰ بِعَبْدِهِ لَيْلًا مِّنَ الْمَسْجِدِ الْحَرَامِ إِلَى الْمَسْجِدِ الْأَقْصَى الَّذِي بَارَكْنَا حَوْلَهُ لِنُرِيَهُ مِنْ آيَاتِنَا ۚ إِنَّهُ هُوَ السَّمِيعُ الْبَصِيرُ— القران، سورة 17 (الاسراء) ايه1
المسجد مقدس لأنه " القبلتين [اولى القبلتين] خطأ: {{Langx}}: unrecognized language code: ar (مساعدة)</link> ) كانت القدس.   في التقليد الإسلامي، يُقال أن المسجد الأقصى هو "المسجد الثاني" ( [ثاني المسجدين] خطأ: {{Langx}}: unrecognized language code: ar (مساعدة) </link> )، وكذلك "ثالث الحرمين" ( [ثالث الحرمين] خطأ: {{Langx}}: unrecognized language code: ar (مساعدة) </link> )، بموجب الشريعة الإسلامية. 
المصطلح المستخدم للمسجد، المسجد ، يعني حرفيًا "مكان السجود"، ويشمل أماكن العبادة التوحيدية أو الإبراهيمية على وجه التحديد، ولكنه لا ينطبق حصريًا على الهياكل المادية ولكن على الموقع ، كما قال محمد "جعلت لي الأرض (ولأمتي) مسجدًا...". وعندما فتح الخليفة عمر القدس بعد وفاة محمد، تم بناء بيت للصلاة في الموقع. وقد تم توسيع المبنى في عهد الخليفة الأموي عبد الملك بن مروان، وأكمله ابنه الوليد في عام 705 م. وقد تعرض المبنى للتدمير مراراً وتكراراً بسبب الزلازل ، ثم أعيد بناؤه، حتى أعاده الخليفة الفاطمي علي الظاهر في عام 1033م، وهذه النسخة من المبنى هي ما يمكن رؤيته في الوقت الحاضر. وقد أطلق على هذه المنطقة نفسها في العصور الإسلامية اللاحقة اسم الحرم الشريف أو "الحرم الشريف" .  من المتفق عليه بالإجماع تقريبًا أن قبة الصخرة هي المنطقة التي يقال أن محمدًا صعد منها إلى السماء،  على الرغم من أن بعض النظريات الهامشية تدعي أنها كانت من مسجد في المدينة المنورة أو الجعرانة أو الكوفة . 
على الرغم من أن معظم الإشارات السياسية إلى المسجد الأقصى ترجع إلى القرن الثاني عشر أو بعده بسبب احتلاله من قبل الحروب الصليبية، إلا أن آخرين يزعمون أن مكانة المسجد في الإسلام ترتكز بقوة على عدد من الأحاديث التي يعود تاريخها إلى نشأة الإسلام. 
على الرغم من عدم ذكر القدس بالاسم في القرآن الكريم، إلا أنه يتم الاعتراف بها كموقع مقدس بناءً على العديد من المراجع التي تم ربطها بالقدس من خلال التقاليد الإسلامية اللاحقة مثل الحديث .  ويرجع بعض الأكاديميين قدسية القدس إلى ظهور وانتشار نوع معين من النوع الأدبي، المعروف باسم الفضائل أو تاريخ المدن. لقد ألهم فضائل القدس المسلمين، وخاصة في العصر الأموي، لتجميل قدسية المدينة بما يتجاوز مكانتها في النصوص المقدسة.  ويشير آخرون إلى الدوافع السياسية للسلالة الأموية التي أدت إلى تقديس القدس في الإسلام.
تميل النصوص اللاحقة في العصور الوسطى، فضلاً عن المنشورات السياسية الحديثة، إلى تصنيف المسجد الأقصى باعتباره ثالث أقدس موقع في الإسلام.  على سبيل المثال، ينقل صحيح البخاري عن أبي الدرداء قال: قال رسول الله محمد صلى الله عليه وسلم: صلاة في المسجد الحرام تعدل مائة ألف صلاة، وصلاة في مسجدي هذا تعدل عشرة آلاف صلاة، وصلاة في المسجد الأقصى تعدل ألف صلاة، أكثر من أي مسجد آخر. بالإضافة إلى ذلك، تشير منظمة التعاون الإسلامي إلى المسجد الأقصى باعتباره ثالث أقدس المواقع في الإسلام (وتدعو إلى السيادة العربية عليه). 

## الجامع الأموي
يعتبر الجامع الأموي في دمشق عند بعض المسلمين رابع أقدس المواقع في الإسلام.    وقد تم حفظ إحدى النسخ الأربع المعتمدة من القرآن الكريم هنا، ويُعتقد أن رأس يحيى بن زكريا موجود داخل الضريح.
تعتبر مئذنة عيسى في الجامع الأموي مخصصة لعيسى (عليه السلام)، ويعتقد أنه سيعود إلى العالم عند المئذنة أثناء صلاة الفجر ويعتقد أنه سيصلي في المسجد مع الزعيم الإسلامي في ذلك الوقت المهدي . ويعتقد أن الصلاة في المسجد تعتبر مساوية للصلاة في القدس. 

## المسجد الإبراهيمي

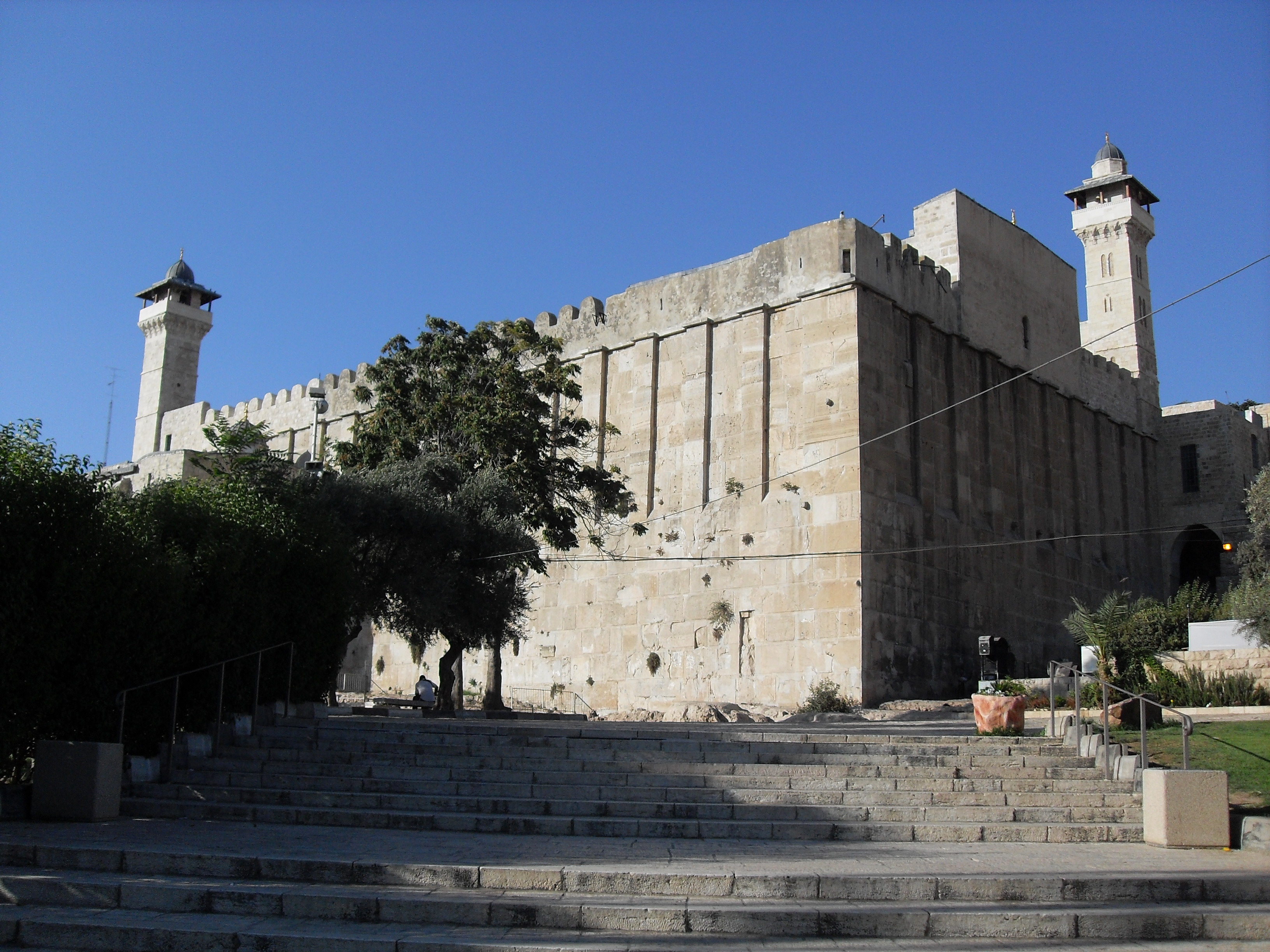
منظر جنوبي للمسجد.

المسجد الإبراهيمي في الخليل ، الضفة الغربية ، فلسطين ، يزعم أنه يحتوي على قبور النبي إبراهيم وبعض أفراد عائلته، ولهذا السبب يعتبره بعض المسلمين السنة رابع أقدس موقع في العالم.

## مقابر الأنبياء في الكتاب المقدس
- قبر دانيال في سوسة ، إيران - يحتوي على قبر النبي الإسلامي دانيال
- مسجد النبي هابيل في سوريا - يحتوي على قبر هابيل ابن آدم وحواء ، وقد بناه الوالي العثماني في إيالة دمشق أحمد باشا بن رضوان .
- المسجد الكبير في حلب ، سوريا - يحتوي على رفات النبي زكريا ، والد يوحنا المعمدان.
- النبي يوشع في الجليل الأعلى ، إسرائيل - قبر النبي يوشع
- قبر نوح

## أماكن أخرى
- مسجد قباء هو المسجد الذي يقع خارج المدينة المنورة ، وكان أول مسجد بناه محمد.
- يقع غار حراء على الجبل المسمى جبل النور ، وهو الغار الذي نزلت فيه الآيات الأولى من القرآن الكريم على محمد.
- مسجد القبلتين في المدينة المنورة بالمملكة العربية السعودية هو المسجد الذي تم فيه تغيير اتجاه الصلاة (القبلة) من القدس إلى مكة.
- البقيع هو أقدم مقبرة إسلامية، حيث دفن فيه الخليفة عثمان ، وفاطمة ، والخليفة الحسن بن علي ، وعائشة .
- مسجد الإمام علي هو المسجد الذي دفن فيه الخليفة علي بن أبي طالب .
- مرقد الإمام الحسين هو المسجد الذي دفن فيه الإمام الحسين بن علي ، وأقاربه مثل العباس بن علي ، وعلي الأكبر بن الحسين ، وعلي الأصغر بن الحسين ، وحبيب بن مظاهر ، وغيرهم من شهداء كربلاء .
- إبراهيم، ابن موسى الكاظم - السليل المباشر للنبي الإسلامي محمد والخليفة أبو بكر الصديق.

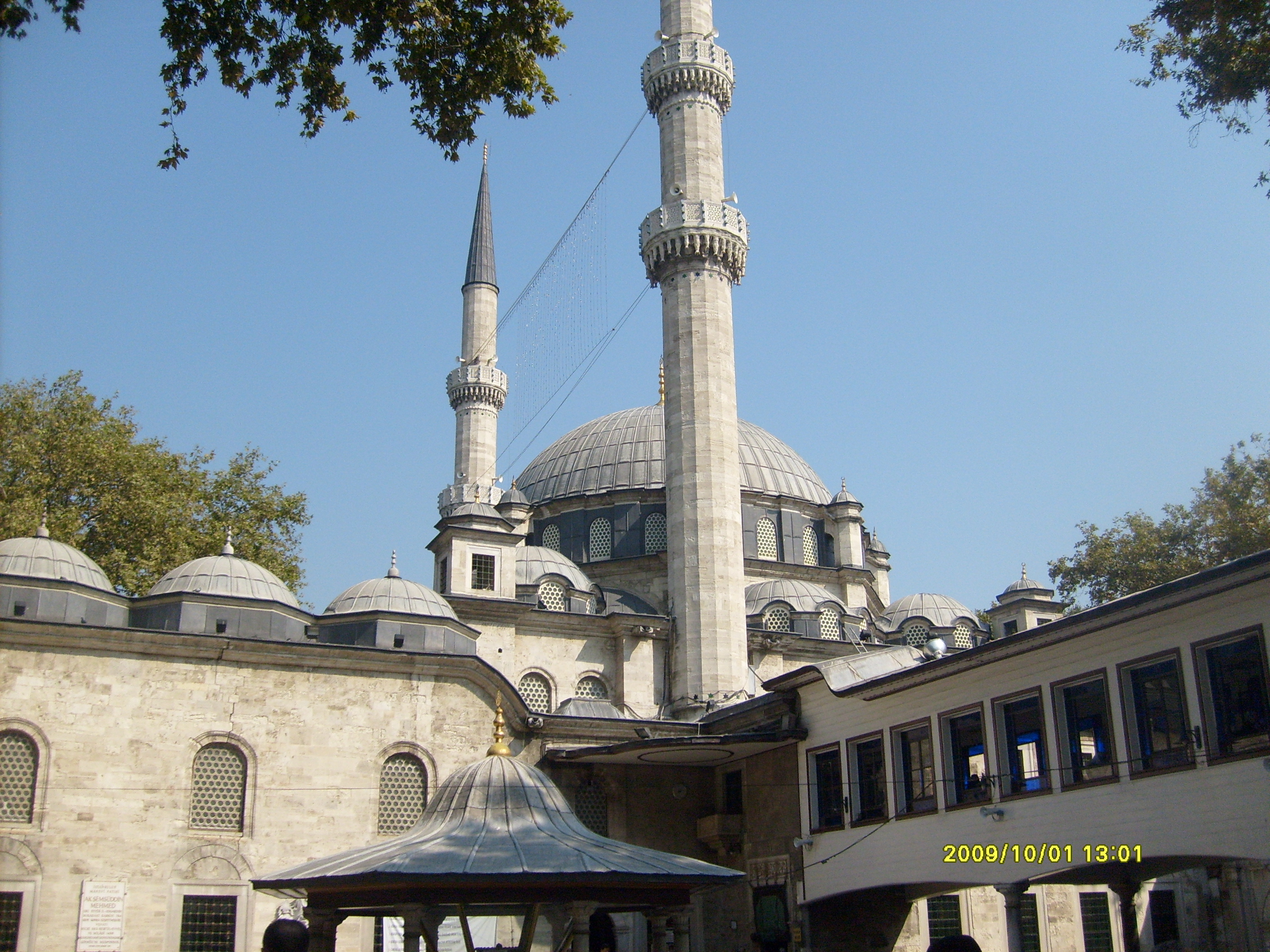
مسجد أيوب سلطان ، في منطقة أيوب ، في القسم الأوروبي من مدينة إسطنبول ، تركيا

- مسجد أيوب سلطان هو مقبرة أبو أيوب الأنصاري في إسطنبول ، تركيا بناها السلاطين العثمانيون .

## الحواشي
1. ↑  Dumper, Michael (2007). Cities of the Middle East and North Africa: A Historical Encyclopedia (بالإنجليزية). ABC-CLIO. ISBN:978-1-57607-919-5. Archived from the original on 2023-10-16.
2. ↑  صحيح البخاري, 2:21:288
3. ↑  قالب:القران-usc
4. ↑  قالب:القران-usc
5. ↑  "Encyclopedia of the orient". مؤرشف من الأصل في 2008-02-24. اطلع عليه بتاريخ 2009-03-12.
6. ↑  "Dome of Masjid al-Aqsa". Madain Project. مؤرشف من الأصل في 2020-05-19. اطلع عليه بتاريخ 2020-05-19.
7. ↑  17:1
8. ↑  Lindsay، James (2005). Daily Life in the Medieval Islamic World. Greenwood Press. ص. 142–143. ISBN:0-313-32270-8.
9. ↑  Wendy Doninger، المحرر (1 سبتمبر 1999). Merriam-Webster's Encyclopedia of World Religions. ميريام وبستر. ص. 70. ISBN:0-87779-044-2., reviewed on Google books
10. ↑  "Islamic History of Masjid Al Aqsa". اطلع عليه بتاريخ 2017-04-14.
11. ↑  Oleg Grabar, THE HARAM AL-SHARIF: AN ESSAY IN INTERPRETATION, BRIIFS vol. 2 no 2 (Autumn 2000) "Essay, Oleg Grabar, Copyright©2000 BRIIFS 2, 2". مؤرشف من الأصل في 2012-10-04. اطلع عليه بتاريخ 2012-10-04.
12. ↑  "Eyewitness: Inside al-Aqsa". BBC News. 20 مارس 2002. مؤرشف من الأصل في 2023-12-06. اطلع عليه بتاريخ 2010-05-04.
13. ↑  al-Waqidi, Kitab al-Maghazi 9th century (Oxford UP, 1966, vol. 3, p. 958-9). Jirana, which Muhammad visited in 630, is about 10 ميل (16 كـم) from Mecca.
14. ↑  Hashimi، Sohail H؛ وآخرون (7 مايو 2003). "Political Boundaries and Moral Communities: Islamic Perspectives". في Allen E. Buchannan؛ Margaret Moore (المحررون). States, Nations and Borders: the ethics of making boundaries. Cambridge University Press. ص. 192–193. ISBN:0-521-52575-6., reviewed on Google books
15. ↑  el-Khatib، Abdallah (1 مايو 2001). "Jerusalem in the Qur'ān". British Journal of Middle Eastern Studies. ج. 28 ع. 1: 25–53. DOI:10.1080/13530190120034549. S2CID:159680405. مؤرشف من الأصل في 2012-12-09. اطلع عليه بتاريخ 2006-11-17.
16. ↑  Talhami، Ghada Hashem (فبراير 2000). "The Modern History of Islamic Jerusalem: Academic Myths and Propaganda". Middle East Policy Journal. Blackwell Publishing. ج. VII ع. 14. ISSN:1061-1924. مؤرشف من الأصل في 2006-11-16. اطلع عليه بتاريخ 2006-11-17.
17. ↑  Wendy Doninger، المحرر (1 سبتمبر 1999). Merriam-Webster's Encyclopedia of World Religions. ميريام وبستر. ص. 70. ISBN:0-87779-044-2.Wendy Doninger, ed. (1999-09-01). Merriam-Webster's Encyclopedia of World Religions. Merriam-Webster. p. 70. ISBN 0-87779-044-2., reviewed on Google books
18. ↑  "Resolution No. 2/2-IS". Second Islamic Summit Conference. Organisation of the Islamic Conference. 24 فبراير 1974. مؤرشف من الأصل في 2006-10-14. اطلع عليه بتاريخ 2006-11-17.
19. ↑  Janet L. Abu-Lughod (contributor) (2007). "Damascus". في Dumper، Michael R. T.؛ Stanley، Bruce E. (المحررون). ABC-CLIO. ص. 119–126. ISBN:978-1-5760-7919-5. {{استشهاد بموسوعة}}: |مؤلف= باسم عام (مساعدة) والوسيط |title= غير موجود أو فارغ (مساعدة)
20. ↑  Sarah Birke (2 أغسطس 2013)، Damascus: What's Left، New York Review of Books، مؤرشف من الأصل في 2022-07-27
21. ↑  Totah، Faedah M. (2009). "Return to the origin: negotiating the modern and unmodern in the old city of Damascus". City & Society. ج. 21 ع. 1: 58–81. DOI:10.1111/j.1548-744X.2009.01015.x.
22. ↑  Janet L. Abu-Lughod (contributor) (2007). "Damascus". في Dumper، Michael R. T.؛ Stanley، Bruce E. (المحررون). ABC-CLIO. ص. 119–126. ISBN:978-1-5760-7919-5. {{استشهاد بموسوعة}}: |مؤلف= باسم عام (مساعدة) والوسيط |title= غير موجود أو فارغ (مساعدة)Janet L. Abu-Lughod (contributor) (2007). "Damascus". In Dumper, Michael R. T.; Stanley, Bruce E. (eds.). Cities of the Middle East and North Africa: A Historical Encyclopedia. ABC-CLIO. pp. 119–126. ISBN 978-1-5760-7919-5. {{cite encyclopedia}}: |author= has generic name (help)

- أغاي، كامران سكوت (2004). شهداء كربلاء: الرموز والطقوس الشيعية في إيران الحديثة . مطبعة جامعة واشنطن.(ردمك 0-295-98448-1)رقم الكتاب الدولي المعياري 0-295-98448-1
- (باللغة العربية)
- شيموني، يعقوب، ليفين، إيفياتار (1974). القاموس السياسي للشرق الأوسط في القرن العشرين . شركة كوادرانجل/نيويورك تايمز للكتاب